# Guy-Dominique Kennel
Guy-Dominique Kennel   (Estrasburg, 14 d'abril de 1952 - Wissembourg, 29 d'abril de 2024) va ser polític francès. El 1983 fou escollit regidor de Preuschdorf, i detingué el càrrec d'alcalde de 1989 a 2008. Membre de la Unió pel Moviment Popular, va ser membre del Consell General del Baix Rin de 1992 a 2015, i n'ocupà la presidència de 2008 a 2015.